# Una rossa molt legal 2
 Una rossa molt legal 2  (títol original: Legally Blonde 2: Red, White & Blonde) és una pel·lícula estatunidenca dirigida per Charles Herman-Wurmfeld, estrenada el 2003 i doblada al català. Aquesta pel·lícula és la continuació de la pel·lícula Legally Blonde.

## Argument
Després de les seves aventures a Harvard, la vida d'Ella Woods s'ha tornat més tranquil·la. Té una feina en un despatx d'advocats i viu amb el seu promès, Emett Richards. Però tot es capgira quan se li posa al cap trobar la mare del seu chihuahua orfe, Bruiser. Contracta un detectiu privat que li comunica que la mare de Bruiser és tancada en un laboratori on li fan proves farmacèutiques. Decideix anar a la Cambra de representants per fer prohibir els tests als animals.

## Repartiment
- Reese Witherspoon: Elle Woods
- Sally Field: Victoria Rudd
- Regina King: Grace Rossiter
- Jennifer Coolidge: Paulette
- Bruce McGill: Stanford Marks
- Dana Ivey: Libby Hauser
- Mary Lynn Rajskub: Reena Giuliani
- Jessica Cauffiel: Margot
- Alanna Ubach: Serena McGuire
- J Barton: Timothy McGinn
- Stanley Anderson: Michael Blaine
- Luke Wilson:Emmett Richmond
- Masi Oka: interí

## Premis
- 2004: BMI Film Music Award per Rolfe Kent
- 2004: Genesis Award
- 2004: Hollywood Makeup Artist and Hair Stylist Guild Award per Toni-Ann Walker, Stephen Robinette i Edward Morrison

## Crítica
- "No hi ha aquí substància suficient ni per una sitcom de mitja hora, però Reese Witherspoon suporta la càrrega amb una 'fusta d'estrella' de la qual té per donar i prendre."[3]
- "Un dels millors arguments per considerar il·legals les seqüeles."[4]